# Доналд Огден Стјуарт
Доналд Огден Стјуарт (енгл. Donald Ogden Stewart; Коламбус, 30. новембар 1894 - Лондон, 2. август. 1980) био је амерички сценариста, књижевник и глумац. Након што је дипломирао на Јејлу (1916) служио је војску током Првог светског рата, а потом се посветио писању хумористичних дела. Са књигом Пародија оквира историје (1921) доживео је велики успех, и убрзо је ушао у књижевни круг Округлог стола Алонквина, који је био састављен од њујоршких интелектуалаца познатих по духовитости и отровним опаскама. У Њујорку је 1928. дебитовао на позоришној сцени тумачећи Ника Потера у драми Празник, а кроз две године је написао своју прву драму Одскок (Rebound), у којој је такође глумио.
Стјуарт је највећи успех у каријери остварио пишући сценарије, који су обично били адаптације туђих позоришних драма и романа. Најпознатији је по сценарију за софистицирану комедију Филаделфијска прича (1940), за који је добио Оскара. Написао је или је сарађивао на писању сценарија за остварења: Баретови из улице Вимпол (1934), Празник (1938), То несигурно осећање (1941), Живот са оцем (1947), Судија Тимберлајн (1947) и друга. Политички се декларисао као социјалиста и био је председник холивудске Антинацистичке лиге и левичарске Лиге америчких писаца. У Холивуду је завршио каријеру педесетих, када се нашао на злогласној црној листи, у време радикалних прогона левичарских интелектуалаца запослених у индустрији филма. Разочаран повукао се у Енглеску. Његова аутобиографија Удар среће изашла је 1975.
Ернест Хемингвеј је лик Била Гортона из романа Сунце се поново рађа засновао на њему.